# 列尔诺勒
列尔诺勒（法語：Liernolles，法語發音：[ljɛʁnɔl]）是法国阿列省的一个市镇，属于维希区。

## 地理
列尔诺勒（46°23'41"N, 3°45'7"E）面积37.31 平方千米，位于法国奥弗涅-罗讷-阿尔卑斯大区阿列省，该省份为法国中部省份，北起涅夫勒省、西北接谢尔省，西南至克勒兹省，南至多姆山省，东南临卢瓦尔省，东临索恩-卢瓦尔省。
与列尔诺勒接壤的市镇（或旧市镇、城区）包括：勒东容、卢瓦尔河畔莫内泰、蒙孔布鲁莱米讷、圣迪迪耶昂东容、圣莱昂、鲁东河畔萨利尼。

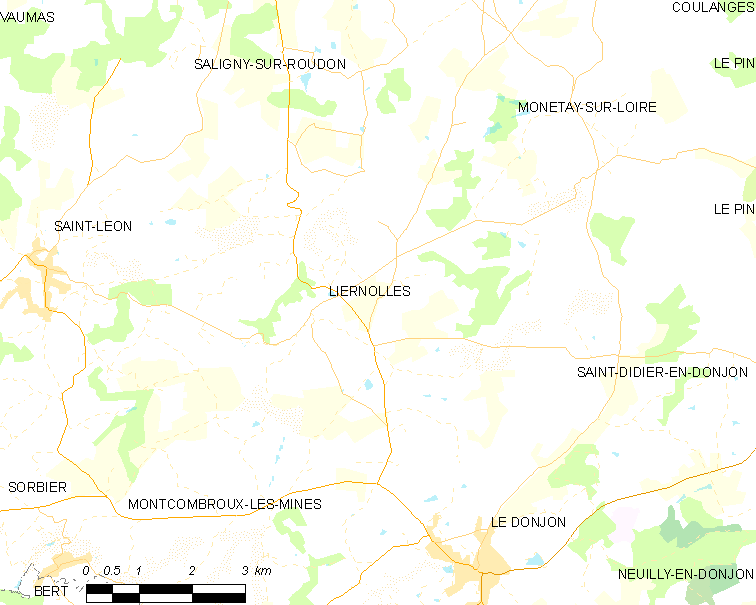
列尔诺勒的OSM定位图

列尔诺勒的时区为UTC+01:00、UTC+02:00（夏令时）。

## 行政
列尔诺勒的邮政编码为03130，INSEE市镇编码为03144。

## 政治
列尔诺勒所属的省级选区为穆兰第二县。

## 人口

1962-2008年间列尔诺勒人口变化图示

列尔诺勒于2022年1月1日时的人口数量为199人。